# Juan Cortina
Pour les articles homonymes, voir Cortina (homonymie).
Juan Nepomuceno Cortina Goseacochea (1824–1894), aussi connu par ses surnoms Cheno Cortina et le Voleur Rouge du Rio Grande, était un éleveur, politicien, leader militaire, hors-la-loi et héros folklorique mexicain. Il est célèbre pour avoir mené une force paramilitaire mexicaine lors d'événements appelés « guerres de Cortina », en 1859-1861, contre l'armée américaine, les Texas Rangers et la milice locale de Brownsville (Texas), dans la région de la vallée du Rio Grande.
Il fut à plusieurs reprises gouverneur de Tamaulipas, entre 1864 et 1866, et président de la République du Rio Grande en 1840.

## Biographie

### Enfance et famille
Juan Nepomuceno Cortina Goseacochea, fils de Estéfana Goceascochea de Cavazos et de Trinidad Cortina, nait le 16 mai 1824, à Camargo dans l'état de Tamaulipas, au Mexique. Ses parents étaient de riches éleveurs de bétail et sa mère possédait notamment de nombreuses terres aux environs de Brownsville, sur la rive nord du Río Grande, et de Matamoros sur l'autre rive du même fleuve. Vers 1840, il devient l'administrateur que sa mère possédait au nord du fleuve dans la zone dont la souveraineté était contestée au Mexique par le Texas.

### Pendant la guerre Américano-Mexicaine
En 1846 en histoire, et alors que la Guerre américano-mexicaine bat son plein, Juan Cortina, qui est âgé de 22 ans, s'engage dans l'armée mexicaine sous les ordres du général Mariano Arista. Mariano Arista le charge d'organiser des troupes de cavalerie locales, composée de « Vaqueros » (« Cowboys »), dont l'objectif consistait à contenir l"avance des troupes du général Zachary Taylor.